# Cleora anestiaria
Cleora anestiaria là một loài bướm đêm trong họ Geometridae.